# IV. Kleopátra
IV. Kleopátra (i. e. 138-135 között – Antiokheia, i. e. 112) egyiptomi ptolemaida királyné, VIII. Ptolemaiosz és III. Kleopátra lánya; bátyjának, IX. Ptolemaiosznak a felesége.

## Élete
IV. Kleopátra VIII. Ptolemaiosz és unokahúga, III. Kleopátra öt gyereke egyikeként, három lánya közül a középsőként született i. e. 138 és 135 között. Idősebbik fivéréhez, IX. Ptolemaioszhoz ment feleségül i. e. 119/118 körül. Valószínűleg elkísérte férjét Ciprusra, amelyet IX. Ptolemaiosz sztratégoszként irányított. Apjuk halála után anyjuk fiatalabb fiát, X. Ptolemaioszt szerette volna maga mellé venni társuralkodónak, de az erős akaratú nagymama, II. Kleopátra, valamint a hadsereg és Alexandria népe nyomására IX. Ptolemaioszt kellett kineveznie. Nem sokkal később, i. e. 115 elején, IV. Kleopátrának anyja parancsára el kellett válnia férjétől, Ptolemaiosz ezután legkisebb húgát, Kleopátra Szelenét vette feleségül, akit III. Kleopátra könnyebben irányíthatónak talált, mint IV. Kleopátrát. IV. Kleopátra hivatalosan nem lett Egyiptom királynője, ellentétben anyjával és nagyanyjával, akik társuralkodóként álltak férjük mellett, de a philaei templom feliratain a „Ré leánya” és „a Két Föld úrnője” címek kíséretében említik.
Nem tudni bizonyosan, hogy IV. Kleopátra vagy Szelené szült IX. Ptolemaiosznak egy leánygyermeket, III. Berenikét, de Felix Stähelin szerint az első lehetőség valószínűbb, mert Bereniké már i. e. 101-ben férjhez ment. Chris Bennett azonban Szelené lányának tartja Berenikét, és Werner Huß feltételezésével szemben azon a véleményen van, hogy IX. Ptolemaiosz két fiának, XII. Ptolemaiosznak és Ptolemaiosz ciprusi királynak is IV. Kleopátra volt az anyja.
Ptolemaiosztól való válása után Kleopátra unokatestvéréhez, IX. Antiokhosz szeleukida uralkodóhoz ment feleségül, aki trónkövetelőként lépett fel féltestvére, VIII. Antiokhosz ellen. Hozományként magával vitte Szíriába a hadsereget, amelyet X. Ptolemaiosz toborzott Cipruson. Valószínűleg azért tudta maga mellé állítani őket, mert korábban Cipruson élt akkori férjével, IX. Ptolemaiosszal, és azóta is jó kapcsolatot ápolt a parancsnokokkal. A házasságra i. e. 115 körül került sor; valószínűleg közös gyermekük volt X. Antiokhosz.
A szeleukida házasság azonban nem járt sikerrel. IX. Antiokhosz a feleségének köszönhető csapatok segítségével i. e. 114/113-ban ugyan képes volt harcba szállni fivére ellen, végül azonban veszített. A győztes VIII. Antiokhosz ezután megostromolta Antiokheiát, ahol IV. Kleopátra tartózkodott, i. e. 112-ben elfoglalta a várost, majd az Apolló templomába menekült Kleopátrát megölette – valószínűleg felesége, Trüphaina kérésére, aki Kleopátra nővére volt.

## Fordítás
- Ez a szócikk részben vagy egészben  a   Kleopatra IV. című német Wikipédia-szócikk ezen változatának fordításán alapul.  Az eredeti cikk szerkesztőit annak laptörténete sorolja fel. Ez a jelzés csupán a megfogalmazás eredetét és a szerzői jogokat jelzi, nem szolgál a cikkben szereplő információk forrásmegjelöléseként.